# ピアノ五重奏曲 (バルトーク)
ピアノ五重奏曲 ハ長調 Sz23 は、バルトーク・ベーラが作曲したピアノ五重奏曲。

## 概要

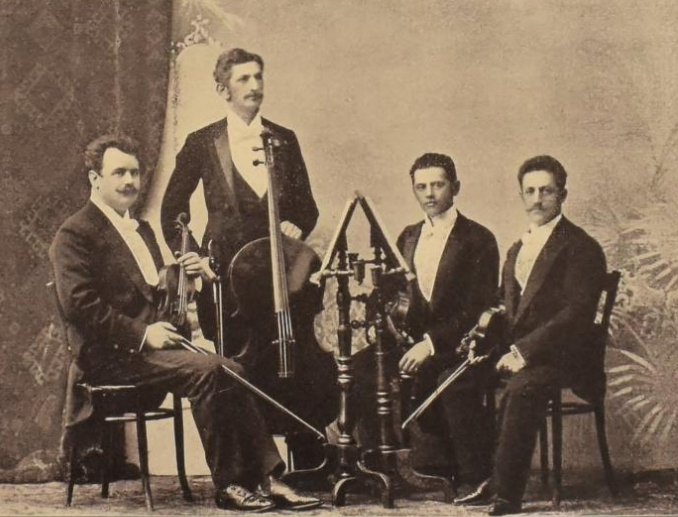
初演を担ったプリル四重奏団。1897年から1898年にかけて。

1903年に着手された本作はバルトークが若かりし頃の作品である。リスト音楽院を卒業したばかりであった当時の彼はリヒャルト・シュトラウスの強い影響下にあり、交響詩『コシュート』（1903年）には彼が1902年に聴いて感銘を受けた『ツァラトゥストラはこう語った』の影響がはっきりと表れている。また、同時期には『英雄の生涯』のピアノ編曲を作成するほどであり、リヒャルト・シュトラウスの音楽との出会いが彼を創作スランプから救ったのだと1921年の自叙伝的スケッチに記している。一方、ハンガリー人としての強い自覚から出自を示す音楽語法の模索を始めていたバルトークは、「その当時ハンガリーの民俗音楽であると考えられていたもの」を用いて作曲を試みることになる。加えて、主題による曲の統一にはリスト、和声にはブラームスを思わせる部分があり、本作はそうした要素が混ざり合って出来上がっている。
曲は1904年の7月にハンガリー北部のゴモル地方のゲルリツェ（Gerlice）で完成された。同年11月21日にウィーンにおいて、プリル四重奏団と作曲者自身のピアノにより初演された。バルトークが恩師トマーン・イシュトヴァーンに書簡で伝えたところによると「聴衆は曲を気に入り、3回も舞台に呼び戻されるほど」であったという。当時の演奏評も概ね好意的だった。バルトークは自ら本作の演奏を重ねていったが、曲に満足していなかったらしく1920年に改訂に着手する。この改定版は1921年1月7日に初演されて好評を博したものの、そのことが気に入らなかった彼は曲をしまい込んでしまった。これは聴衆が彼が当時発表していた最新の作品群よりもこのピアノ五重奏曲を好んだからであるとされる。コダーイや当時バルトークの妻であったツィーグレル・マールタは彼が曲を破棄してしまったものだと認識していたが、1963年1月にバルトーク学者のデニス・ディーレによって発見されて今に至る。

## 楽曲構成
連続して演奏されるひとつながりの楽曲として書かれているが、伝統的な楽章配置に倣った4つの部分に分けられる。リストが用いた循環形式に倣っていくつもの主題が曲の後の部分で再登場する。
Andante
ゆったりした主題で開始する（譜例1）。この主題が全曲のモットーとなり、前半と後半の2つの副主題が曲全体に通底するハ長調と嬰ヘ短調の対比を形成する。
譜例1
譜例1をピアノが反復し、その後も譜例1に基づく緩やかな楽想が継続していく。やがて主題の断片を示しながら徐々に速度を上げていき、譜例2の完全な出現に至る。
譜例2
経過を終えるとピアノのトレモロに乗せてヴィオラとチェロの奏する新しい主題が提示される（譜例3）。
譜例3
展開では譜例2と譜例3の両方が扱われ、前半は勢いを抑制した状態で、後半は精力を伴って進んでいく。その終わりに譜例3がピアノから再現される。さらに展開風の楽句を挟んでピアノによって譜例2が再現される。その後は音力を高めていき、高揚しながら楽想の区切りを迎える。
Vivace (Scherzando)
ここではハンガリーの音楽への関心が露わになるが、まだ内容的にはブラームスが描いたハンガリーの音楽に留まっている。嬰ヘ短調の譜例4は拍子こそ単純な3/4拍子で書かれているが、リズムのまとめ方にはあまり目にすることのない2+2+2+3の構造が使われおり魅力を放っている。
譜例4
中間エピソードを挟み、譜例4が形を変化させつつ繰り返される。トリオはヴィオラとチェロのユニゾンが奏する素朴な旋律で開始する（譜例5）。これはデイヴィッド・クーパーによると『Ég a kunyhó, ropog a nád』（小屋が燃えている、葦がパチパチ鳴る）というハンガリーの歌を下敷きにしたものだという。
譜例5
トリオは終始優美に進められ、スケルツォへと回帰する。ここでは拍子が2/4拍子となり、新しい主題が用いられる（譜例6）。
譜例6
再び譜例5による緩徐部が置かれ、その後に譜例4の再現となる。一層華やかに奏される譜例4の勢いを緩めることなく、スケルツォ部の終わりに向かっていく。
Adagio
デイヴィッド・クーパーはこの部分がハンガリーの舞曲における緩徐部（lassú）であり、続く最後の部分が対となる急速部（friss）の役割を果たすと指摘する。譜例1に基づく楽想で幕を開ける（譜例7）。ここでは後年のバルトークに近しい響きが一層増してきている。
譜例7
譜例7に繋がる形で連音符を豊富に含む楽想が現れ、譜例7とともに緩徐部を創り上げていくことになる（譜例8）。
譜例8
大きな盛り上がりを形成した後、落ち着いてピアノの独奏が譜例8のようなリズムのエピソードを奏で始める。これに弦楽器が奏する譜例7が加わって次なるクライマックスを形作る。その後はしばらく落ち着いた進行が続く。ピアノから32分音符主体の楽想が現れ、弦楽器と交代しながら勢いを増したところで譜例2が奏される。熱量を途切れさせることなく譜例8や譜例7のリズムが再登場し、ようやく落ち着きを取り戻すとフィナーレへの準備に入る。
Poco a poco più vivace
チャールダーシュにヒントを得たリズムによる精力的な音楽が繰り広げられる。ハ長調と嬰ハ短調の対比も再度活用される。徐々にテンポを速めたところで譜例1の後半部分に由来する譜例9が姿を現す。
譜例9
極端なテンポの変更を繰り返しながら進んだ先で、ピアノから落ちついたエピソードが提示される（譜例10）。
譜例10
譜例10を主体としつつ、やはりテンポの変化を加えながら進んだところで、ピアノが譜例10に基づくフガートを開始する。フガートで生まれた推進力のままにマエストーソの譜例9の再現となり、最後はプレスティッシモまで加速して60小節以上にわたってヴァイオリン2台がユニゾンを奏して華やかに結ばれる。